# Tandilia praestans
Tandilia praestans är en fjärilsart som beskrevs av J. Peter Maassen 1890. Tandilia praestans ingår i släktet Tandilia och familjen nattflyn. Inga underarter finns listade i Catalogue of Life.